# Vardjan
Vardjan je priimek več znanih Slovencev:
- France Vardjan (1900–1994), agronom, hortikulturnik (vrtnarski strokovnjak)
- Maja Vardjan (*1971), arhitektka, kustosinja in direktorica Muzeja za arhitekturo in oblikovanje
- Marlenka Vardjan (1920–2015), zdravnica
- Mihaela »Mila« Šarič (por. Vardjan), igralka
- Milica Vardjan Jarec (1928–2013), kemičarka
- Miran Vardjan (1919–2005), biolog, fitofiziolog, univ. prof.
- Nava Vardjan, Zavod Dobra pot
- Nina Vardjan, patofiziologinja, prof. MF
- Stine Vardjan (1936–2017), TV-producent
- Vanja Vardjan, TV-novinar, urednik